# .sa
‎.sa‏ دامنه اینترنتی اختصاص داده شده به کشور عربستان سعودی است.

## زیردامنه‌ها
| domain.com.sa | وب‌گاه‌های شرکت‌ها و بازرگانی          |
| domain.net.sa | وب‌گاه‌های خدمات اینترنتی             |
| domain.sch.sa | وب‌گاه‌های دبستان‌ها و دبیرستان‌ها      |
| domain.med.sa | وب‌گاه‌های بهداشتی و پزشکی            |
| domain.edu.sa | وب‌گاه‌های آموزشی                     |
| domain.gov.sa | وب‌گاه‌های دولتی                      |
| domain.org.sa | وب‌گاه‌های سازمان‌ها                   |
| domain.pub.sa | وب‌گاه‌های دیگر (شخصی، قبیله‌ای و ...) |